# Jason (fumettista)
John Arne Sæterøy, noto con lo pseudonimo di Jason (Molde, 16 maggio 1965), è un disegnatore e sceneggiatore norvegese.

## Biografia
Jason ha iniziato la sua carriera da fumettista in Norvegia per poi ricevere numerosi riconoscimenti internazionali per i suoi lavori che hanno come protagonisti animali antropomorfi. In Italia è stato premiato con il Gran Guinigi nel 2020 per "Miglior Fumetto Breve o Raccolta" con Ho ucciso Adolf Hitler.

## Opere
Opere pubblicate in Italia
- Ehi, aspetta... , Black velvet, 2003
- Sshhhhh! , Black velvet, 2003
- Non puoi arrivarci da qui, Black velvet, 2006
- Ho ucciso Adolf Hitler e altre storie d'amore, 001 Edizioni, 2019